# Жигонда
Жигонда (фр. Gigondas) је насељено место у Француској у региону Прованса-Алпи-Азурна обала, у департману Воклиз.
По подацима из 2011. године у општини је живело 531 становника, а густина насељености је износила 19,57 становника/km².

## Демографија
| 1962. | 1968. | 1975. | 1982. | 1990. | 2011. |
| ----- | ----- | ----- | ----- | ----- | ----- |
| 792   | 746   | 703   | 648   | 612   | 531   |